# Цоки (Виченца)
Цоки је насеље у Италији у округу Виченца, региону Венето.
Према процени из 2011. у насељу је живело 142 становника. Насеље се налази на надморској висини од 1066 м.